# Desa Sidamulya (administrativ by i Indonesien, Jawa Tengah, lat -6,90, long 109,02)
Desa Sidamulya är en administrativ by i Indonesien.   Den ligger i provinsen Jawa Tengah, i den västra delen av landet, 250 km öster om huvudstaden Jakarta.